# Ludolf Kuchenbuch

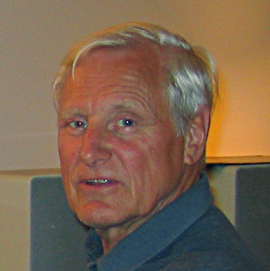
Ludolf Kuchenbuch, 2007

Ludolf Kuchenbuch (* 6. Juni 1939 in Schneidemühl) ist ein deutscher Historiker und Jazzmusiker.

## Leben
Sein Vater war der Prähistoriker Freidank Kuchenbuch, seine Mutter die Ärztin Hilde Kuchenbuch, geb. Kruckenberg. Nach dem Besuch der Volksschulen in Stendal, Lübeck-Eicholz und Wohltorf wechselte er zur Sachsenwald-Oberschule in Reinbek. Nach dem Abitur absolvierte er seinen Wehrdienst in Neumünster.
Mit dem Sommersemester 1960 nahm er in München das Studium der Kunstgeschichte, Geschichte und Germanistik auf, wechselte zum Wintersemester 1961/62 an die Freie Universität Berlin, nun mit den Fächern Geschichte, Germanistik und Philosophie (als Nebenfach). Während des Hauptstudiums arbeitete er als Tutor im Friedrich-Meinecke-Institut. Im Februar 1968 schloss er die Erste Staatsprüfung ab, um dann bei Heinz Quirin als studentische Hilfskraft in der Abteilung Historische Landeskunde des Friedrich-Meinecke-Instituts zu arbeiten.
1970/71 arbeitete er bei Wolfgang H. Fritze als Promotionsstipendiat der Freien Universität an seiner Dissertation. 1971–1976 war er wissenschaftlicher Assistent für mittelalterliche Sozial- und Wirtschaftsgeschichte am Institut für Geschichtswissenschaft der Technischen Universität Berlin bei Ernst Pitz. Er arbeitete auf der Grundlage des Prümer Urbars über die Bauern im Herrschaftsumfeld der Abtei Prüm im 9. Jahrhundert und wagte dabei als einer der Ersten einen umfassenden sozialgeschichtlichen Ansatz. Am 26. April 1976 wurde er an der Freien Universität mit summa cum laude promoviert. Am 7. November 1979 heiratete er die Schwedin Ylva Eriksson, am 3. März des folgenden Jahres wurde ihr erster Sohn, David Kuchenbuch, geboren, eine Woche nach seiner Habilitation der zweite.
Bis zu seiner Habilitation über bäuerliche Besitzstrukturen, Rentenpflichten und Nachbarschaftsverhältnisse im 14. Jahrhundert im Jahre 1983 (Die Neuwerker Bauern und ihre Nachbarn im 14. Jahrhundert) war er Assistent an der Technischen Universität Berlin, zunächst im Rahmen einer Assistenzprofessur, dann einer Hochschulassistenz. Sein Aufgabengebiet war die „mittelalterliche Wirtschafts- und Sozialgeschichte, mit besonderer Berücksichtigung geschichtstheoretischer und -didaktischer Probleme“. Am 20. Juni 1983 wurde das Habilitationsverfahren abgeschlossen, seine Lehrbefugnis bezog sich auf das Fach Mittelalterliche Geschichte. Danach wurde er Lehrbeauftragter, schließlich Privatdozent.
Am 14. Mai 1984 ging er als Konservator an das Bayerische Nationalmuseum in München und vertrat parallel Knut Schulz am Friedrich-Meinecke-Institut. 1985 nahm er einen Ruf als Professor für „Ältere Geschichte“ an die Fernuniversität Hagen an, wo er bis zu seiner Emeritierung 2004 tätig war.

## Wirken
Schwerpunkte seiner historischen Forschungsarbeit sind die Geschichte des bäuerlichen Wirtschaftens im Mittelalter, die Geschichte der Arbeit, Feudalismustheorien und die Geschichte der Schriftlichkeit (z. B. über Kerbhölzer, das Ordnungsverhalten, aber auch „Notizen zur ›Notation‹ im Amateurjazz der sechziger und siebziger Jahre“) sowie die Abfall- und Geldgeschichte. Er war bzw. ist Mitherausgeber der Reihen Campus Historische Studien, Historische Semantik und Historische Anthropologie.
Im Rahmen seiner Lehrtätigkeit erstellte er zahlreiche Beiträge zu den Studienmaterialien der FernUniversität Hagen, wie den „Einführungskurs Ältere Geschichte“, „Grundkurs Ältere Geschichte“, aber auch zu Themen wie der Grundherrschaft im früheren Mittelalter oder der alteuropäischen Schriftkultur.
Daneben ist Kuchenbuch als Saxophonist in der Jazzszene aktiv. Seit Beginn der 1960er Jahre Mitglied des Modern Swing Trios, gehörte er seit 1975 zur Westberliner Jazzrock-Band Os Mundi, später auch zum Berlin Jazz Workshop Orchestra. Mit Klaus Henrichs und Raimund Rilling bildete er 1977 das Trio Ohpsst, das auch mit John Tchicai, Tanja Berg und Ekkehard Jost spielte, von der Free Music Production aufgenommen und 2006 mit Rilling und George Maclean wiederbelebt wurde.
2014 startete er eine neue Initiative, nämlich KUBUS-JAZZ. Aktuell hat sich die Initiative ausdifferenziert zu 3 TRIO-Projekten mit ganz verschiedenem stilistischen Profil: SAXOKORD (sax, acc, b); K3 (sax, p, dr); KUBUS 5 (sax, b, dr).

## Werke (Auswahl)
- Feudalismus – Materialien zur Theorie und Geschichte, hrsg. zus. mit Bernd Michael, Frankfurt/Berlin/Wien 1977.
- Bäuerliche Gesellschaft und Klosterherrschaft im 9. Jahrhundert. Studien zur Sozialstruktur der Familia der Abtei Prüm (= Beiheft der Vierteljahrschrift für Sozial- und Wirtschaftsgeschichte. 66), Wiesbaden 1978.
- ‚Finden ist nicht verboten‘ – Probleme einer marxistischen Geschichtstheorie am Beispiel der ‚vorkapitalistischen Produktionsweisen‘, in: Jörn Rüsen, Hans Süssmuth (Hrsg.): Theorien in der Geschichtswissenschaft, Düsseldorf 1980, S. 95–117.
- ‚Säuisches Wirtschaften‘ auf dem Land als Problem der Volksaufklärung, in: Jahrbuch für Volkskunde 1987, S. 27–42.
- Die Klostergrundherrschaft im Frühmittelalter. Eine Zwischenbilanz, in: Friedrich Prinz (Hrsg.): Herrschaft und Kirche, Stuttgart 1988, S. 297–343.
- Abfall. Eine stichwortgeschichtliche Erkundung, in: Jörn Rüsen, Jörg Callies, Meinfried Striegnitz (Hrsg.): Mensch und Umwelt in der Geschichte, Pfaffenweiler 1989, S. 257–276.
- Adel, in: Richard van Dülmen (Hrsg.): Das Fischer Lexikon. Geschichte, Frankfurt am Main 1989 (2. Aufl. 2003), S. 105–120.
- ‚Seigneurialisation‘ – Marc Blochs Lehre im Lichte heutiger Forschung und Diskussion, in: Hartmut Atsma, André Burguière (Hrsg.): Marc Bloch aujourd'hui. Histoire comparée et Sciences sociales, Paris 1990, S. 349–361.
- Notizen zur ‚Notation‘ im Amateurjazz der Sechziger und Siebziger Jahre, in: Ekkehard Jost (Hrsg.): Darmstädter Jazzforum 89. Beiträge zur Jazzforschung, Hofheim 1990, S. 161–189.
- Vom Brauch-Werk zum Tauschwert. Überlegungen zur Arbeit im vorindustriellen Europa (mit Thomas Sokoll), in: Helmut König u. a.: Sozialphilosophie der industriellen Arbeit, Opladen 1990, S. 26–50.
- Schriftlichkeitsgeschichte als methodischer Zugang. Das Prümer Urbar 893–1983, Einführung in die Ältere Geschichte, Hagen 1990.
- Opus feminile – das Geschlechterverhältnis im Spiegel von Frauenarbeiten im früheren Mittelalter, in: Hans-Werner Goetz (Hrsg.): Weibliche Lebensgestaltung im früheren Mittelalter, Köln u. a. 1991, S. 139–175.
- Grundherrschaft im früheren Mittelalter, Idstein 1991, ISBN 3-8248-0021-7.
- Bene laborare – Zur Sinnordnung der Arbeit, ausgehend vom capitulare de villis, in: Bea Lundt, Helma Reimöller (Hrsg.): Von Aufbruch und Utopie. Perspektiven einer neuen Gesellschaftsgeschichte des Mittelalters. Für und mit Ferdinand Seibt aus Anlass seines 65. Geburtstages, Köln/Weimar/Wien 1992, S. 337–352.
- Ordnungsverhalten im grundherrlichen Schriftgut vom 9. zum 12. Jahrhundert, in: Johannes Fried (Hrsg.): Dialektik und Rhetorik im früheren und hohen Mittelalter. München, 1997, S. 175–268.
- „Potestas“ und „utilitas“. Ein Versuch über Stand und Perspektiven der Forschung zur Grundherrschaft im 9.–13. Jahrhundert, in: Historische Zeitschrift 265 (1997), S. 117–146.
- Marc Bloch und Karl Marx? Annäherungen an eine fragliche Beziehung, in: Peter Schöttler (Hrsg.): Marc Bloch, Historiker und Widerstandskämpfer, Campus, Frankfurt/New York 1999, S. 145–170.
- Pragmatische Rechenhaftigkeit? Kerbhölzer in Bild, Gestalt und Schrift, in: Frühmittelalterliche Studien 36 (2002), S. 469–490.
- Feudalismus: Versuch über die Gebrauchsstrategien eines wissenspolitischen Reizworts in der Mediävistik, in: Natalie Fryde, Pierre Monnet, Otto Gerhard Oexle (Hrsg.): Die Gegenwart des Feudalismus. Présence du féodalisme et présent de la féodalité. The Presence of Feudalism (= Veröffentlichungen des Max-Planck-Instituts für Geschichte, 173), Göttingen 2002, S. 293–323.
- Zwischen Lupe und Fernblick. Berichtspunkte und Anfragen zur Mediävistik als historischer Anthropologie, in: Hans-Werner Goetz, Jörg Jarnut: Mediävistik im 21. Jahrhundert. Stand und Perspektiven der internationalen und interdisziplinären Mittelalterforschung, München 2003 (= Mittelalterstudien, 1), S. 269–293.
- Abschied von der 'Grundherrschaft'. Ein Prüfgang durch das ostfränkisch-deutsche Reich (950-1050), in: Zeitschrift der Savigny-Stiftung für Rechtsgeschichte. Germanistische Abteilung 121 (2004), S. 1–99.
- Dankbar und Zornig. Abschied von der FernUniversität Hagen, in: Historische Anthropologie 13 (2005), S. 278–291.
- Textus im Mittelalter. Komponenten und Situationen des Wortgebrauchs im schriftsemantischen Feld, Göttingen 2005.
- (In japanischer Sprache:) Die Feudalismusdiskussion in Europa in der zweiten Hälfte des 20. Jahrhunderts, in: Shigekazu Kondô, Yasunao Kojita, Robert Horres, Detlev Taranczewski (Hrsg.): Dezentralisierung und Machtteilung – Japan und Westeuropa im Vergleich, Tokio 2009, S. 384–439.
- Am Nerv des Geldes. Die Verbankung der deutschen Verbraucher 1945–2005, in: Historische Anthropologie 17 (2009), S. 260–275.
- Numerus vel ratio. Zahlendenken und Zahlengebrauch in Registern der seigneurialen Güter- und Einkünftekontrolle im 9. Jahrhundert, in: Moritz Wedell (Hrsg.): Was zählt. Ordnungsangebote, Gebrauchsformen und Erfahrungsmodalitäten des „numerus“ im Mittelalter, Köln/Weimar/Wien 2012, S. 235–272, sowie A 5, S. 123–168 (= pictura et poesis, 31).
- Marx und der Feudalismus (1983/2012), Heft 1: Zur Entwicklung des Feudalismuskonzepts im Werk von Karl Marx (= Philosophische Gespräche. 24), Berlin 2012, 72 S.; Heft 2 (zus. m. Alain Guerreau): Postskript: Karl Marx und die Feudalismusdiskurse (= Philosophische Gespräche, 25), Berlin 2012, S. 37–64.
- Reflexive Mediävistik. Textus – Opus – Feudalismus (= Campus Historische Studien. 64), Frankfurt a. M. 2012 (Auswahl von 18 Arbeiten 1990–2011, mit ausführlicher Einleitung).
- Die Neuwerker Bauern und ihre Nachbarn im 14. Jahrhundert (= Spätmittelalterstudien, 3), UVK, Konstanz/München 2013, ISBN 978-3-86764-430-3 (Habilitationsschrift von 1983 mit Postskript 2013).
- Vom ‚caput‘ zum ‚corpus‘. Basisthesen und hominologische Hypothesen zur servitus im mittelalterlichen Millennium, in: Alexander Jendorff, Andrea Pühringer (Hrsg.): Pars pro toto. Historische Miniaturen zum 75. Geburtstag von Heide Wunder, Neustadt an der Aisch 2014, S. 3–26.
- Versilberte Verhältnisse. Der Denar in seiner ersten Epoche (700–1000) (= FIGURA. Ästhetik, Geschichte, Literatur, 4), Wallstein, Göttingen 2016 (Rezension in H-Soz-Kult).
- Dienen als Werken. Eine arbeitssemantische Untersuchung der Regel Benedikts, in: Jörn Leonhard, Willibald Steinmetz (Hrsg.): Semantiken von Arbeit. Diachrone und vergleichende Perspektiven, Köln/Weimar/Wien 2016, S. 63–92.
- Mehr-Werk mittels Zwangsmobilität. Das Sollinventar der Abtei Prüm von 893 über ihre Domäne Rhein-Gönheim, in: Historische Anthropologie 24 (2016), S. 166–191.
- Servitus im mittelalterlichen Okzident – Formen und Trends (7.–13. Jahrhundert), in: Alain Dierkens, Nicolas Schroeder, Alexis Wilkin (Hrsg.): Penser la Paysannerie Médiévale, un Défi impossible? Recueil d’études offert à Jean-Pierre Devroey, Paris 2017, S. 235–274.
- De la demeure à l’habiter? Remarques à propos de l’hypothèse d’une spatialisation du social au Moyen Âge (1035; 893/1222), in: Joseph Morsel (Hrsg.): Communités d’habitants au Moyen Âge (XIe–XVe siècles), Paris 2018, S. 43–72.
- Bruno Latours Anthropozän und die Historie. Feststellungen, Anknüpfungen, Fragen, in: Historische Anthropologie 26 (2018), S. 379–401.
- Denardruck im Okzident 700–1050. Ein Beitrag zur historischen Anthropologie des Geldes, in: Historische Anthropologie 27 (2019), S. 52–74.
- Nachhaltgedanken. Die zwei Sprachen des Werts des Heiligen, in: Andreas Bihler, Miriam Czock, Uta Kleine (Hrsg.): Der Wert des Heiligen. Spirituelle, materielle und ökonomische Verflechtungen, Stuttgart 2020, S. 209–220.
- Marx, feudal. Beiträge zur Gegenwart des Feudalismus in der Geschichtswissenschaft, 1975–2021, Dietz, Berlin 2022, ISBN 978-3-320-02390-4.
- Welches Jahrtausend brauchen wir? Zum Für und Wider des »Mittelalters« als Epoche, Wallstein, Göttingen 2024, ISBN 978-3-8353-5683-2.
- Das polymorphe Joch. Servile Denk- und Handlungsfiguren in nachrömischer Zeit, Wallstein, Göttingen 2025.